# Льгово (Калужская область)
Льгово — деревня в сельском поселении «Село Некрасово» Тарусском районе Калужской области.

## География
Льгово расположено на северо-востоке Калужской области неподалеку от Московской области. Находится в 91 км от Калуги и в 104 км от Москвы. Расстояние до районного центра — 16 км, до ближайших населённых пунктов: Раденки (бывшая Гамильдон) — 2 км, Селиверстово (бывшая Горохов кабак или Гороховка) — 5 км. Ближайшая река — Туловня.

### Часовой пояс
Деревня Льгово, как и вся Калужская область, находится в часовой зоне МСК (московское время). Смещение применяемого времени относительно UTC составляет +3:00.

### Климат
Климат характеризуется как умеренно континентальный, с умеренно влажным летом и продолжительной зимой. Среднегодовая многолетняя температура воздуха составляет 4 °С. Средняя температура воздуха самого тёплого месяца (июля) — 17,8 °C (абсолютный максимум — 38 °C); самого холодного (января) — −9,9 °C (абсолютный минимум — −48 °C). Продолжительность периода отрицательных температур 149 дней. Среднегодовое количество атмосферных осадков составляет 749 мм, из которых 466 мм выпадает в тёплый период. Снежный покров держится в течение 136 дней.

## История

### Дореволюционная история
В деревне была только часовня, которая не сохранилась. На старом кладбище сохранились надгробные плиты, на некоторых можно прочитать дату захоронения (около 1860 годов). В архивах[каких?] можно найти старую карту с изображением «Сельцо Льгово». Судя по церковным архивам, очень много было жителей с фамилией Дудкины, деревню так и называли "Деревня Дудкиных".

### Великая Отечественная война
Немецкие войска заняли деревню 17 октября 1941 года. Это были части 260 пехотной дивизии вермахта. Пробыли они недолго. После прорыва немецкой обороны в районе Высокиничей немцы отошли, опасаясь окружения. Поэтому крупных боёв здесь не было. Возле деревни в войну разбился самолёт, все трое лётчиков погибли. Осталась часть шасси и бронеспинка.Предположительно это был Ар-2, который тянул на аэродром в Дракино. При отступлении в амбаре сожгли около 400 советских военнопленных. Восточная часть Льгово называлась "горелый край". По воспоминаниям очевидцев, немцы отошли на западную часть деревни, оставив бочку со спиртом. Наши солдаты, забыв про недалёкое соседство с противником, напились и заснули. Ночью немцы, подтащив пулемёты и сняв часовых,  подожгли несколько домов. Кто выпрыгивал в нижнем белье просто перестреляли. Комсостав успел убежать в Селивёрстово, где и был впоследствии расстрелян. Мужское население деревни не было своевременно мобилизовано и находилось в своих домах. Когда по требованию немцев необходимо было выбрать старосту все отказывались, но, посовещавшись, выбрали одного. После прихода советских войск его хотели расстрелять, но вся деревня вступилась и его оставили в живых.

### Послевоенная история
После разделения деревней на перспективные и неперспективные Хрущёвым основная масса жителей уехала в другие места; остались только старики доживать свой век.
К 1969 году на стороне Поливаново остались 4 старых дома, а на стороне Льгово − 8 домов. Изначально было две деревни. Первая Поливаново (24 дома) и собственно Льгово (70 домов). Раздел проходил по Большому пруду, от которого осталась только половина (вторая утекла после разрушения плотины).